# One Hot Minute
One Hot Minute er det sjette studiealbum fra det amerikanske band Red Hot Chili Peppers. Albummet blev udgivet hos Warner Bros. Records den 8. september 1995. Deres verdensomspændende succes med albummet Blood Sugar Sex Magik, fik guitaristen John Frusciante til at forlade bandet midt i deres turné i 1992.
Albummet blev det eneste som guitaristen Dave Navarro var med til at indspille sammen med bandet. Navarros tilstedeværelse i bandet, var med til at ændre Red Hot Chili Peppers stil. One Hot Minute indeholder færre seksuelle temaer, end deres tidligere udgivelser. Til gengæld indeholdt pladen temaer som stoffer, smerte og beskyldninger. Desuden har enkelte heavy metal inspirerede guitar riffs også fundet vej til pladen. På dette tidspunkt var forsangeren Anthony Kiedis igen begyndt, at tage stoffer som kokain og heroin, selvom han havde været stoffri i over fem år. Dette havde selvfølgelig også indflydelse på hans sangstemme, som derfor ikke var på samme niveau som tidligere.
One Hot Minute var en kommerciel skuffelse, selvom den indeholdt tre hit singler og nåede en flot 4. plads på den amerikanske Billboard Top 200. Deres forrige album Blood Sugar Sex Magik solgte over dobbelt så mange kopier som One Hot Minute, der også modtog meget mere negativ kritik. Navarro blev fyret fra bandet i 1998 på grund af uenigheder om deres musiske stil.

## Spor
Alle sangene er skrevet af Red Hot Chili Peppers.
1. Warped – 5:04
2. Aeroplane – 4:45
3. Deep Kick – 6:33
4. My Friends – 4:02
5. Coffee Shop – 3:08
6. Pea – 1:47
7. One Big Mob – 6:02
8. Walkabout – 5:07
9. Tearjerker – 4:19
10. One Hot Minute – 6:23
11. Falling into Grace – 3:48
12. Shallow Be Thy Game – 4:33
13. Transcending – 5:46